# I легион Минервы
I легион Минервы (лат. Legio I Minervia) — римский легион эпохи империи.
Был сформирован примерно в 82 году по приказу императора Домициана для германского похода. Позже стал лагерем на рейнской границе, где и оставался на протяжении нескольких веков. Легион принимал участие как в войнах на западных границах империи, так и на восточных. В V веке подразделение ещё существовало.
Эмблемой I легиона Минервы были Овен или Козерог, а также изображение богини Минервы.

## История легиона

### Эпоха династии Флавиев
Согласно сообщению римского историка Диона Кассия I легион Минервы был сформирован по приказу императора Домициана. Год и месяц основания неизвестны, однако наиболее распространенной версией является 82 год, потому что следующей весной Домициан начал полномасштабную войну против германского племени хаттов, где I Минервин и получил своё боевое крещение. Хотя нет никаких доказательств, очень заманчиво связать набор этого легиона с переброской XXI Стремительного из Бонны в Могонциак в 83 году. Согласно другой теории, подразделение было основано в 87 году. Новый легион был размещен в Бонне в провинции Нижняя Германия в дне пути к югу от столицы провинции Колонии Агриппины. Его первоначальным названием, по всей видимости, было «I Флавиев легион Минервы» (Флавий — родовое имя Домициана, а Минерва — его любимое божество-покровитель).
В 89 году наместник Верхней Германии Луций Антоний Сатурнин поднял восстание и армия Нижней Германии из четырёх легионов (I Минервин, VI Победоносный, X Парный, XXII Первородный) поспешила на юг, к Могонциаку, и одержала победу над бунтовщиком. Каждый легион был удостоен почётного прозвища «Верный и преданный Домициану» (лат. Pia Fidelis Domitiana). Когда этот император был убит в 96 году, последний элемент этого прозвища был убран так же как и слово «Флавиев» в названии легиона. Поскольку обстановка во второй половине I века на рейнской границе была в общем спокойной, солдат легиона привлекали к таким занятиям, как работа на кирпичных заводах и каменоломнях.

### Эпоха династии Антонинов
Во время правления императора Траяна I легион Минервы в составе группы, в которую входили также VI Победоносный и X Парный, участвовал в войне в Дакии. Лагерь легиона в Бонне был занят в это время вексилляцией XXII Первородного легиона. Во время дакийской кампании подразделение возглавлял будущий император Адриан. Изображение знаменосца I легиона Минервы можно увидеть на колонне Траяна. Подразделение вернулось в Бонну после завершения похода, так как известно, что его легат был в Нижней Германии в 112 году.
XXX Победоносный Ульпиев легион, основанный в 105 году Траяном, часто принимал участие в совместных предприятиях с I Минервиным. Надписи рассказывают о строительных работах, произведенных солдатами этих подразделений, в некоторых оба легиона упомянуты под общим названием «армия Нижней Германии» (exercitus Germanicus Inferior, часто сокращенно EXGERINF). Поскольку Бонна находится недалеко от Колонии Агриппины, то нет ничего удивительного в том, что многие солдаты служили в столице Нижней Германии. Несколько надписей свидетельствуют об их деятельности. Многие легионеры выполняли поручения военного характера, такие как центурион, командовавший гарнизоном в Дивиции, крепости на восточном берегу Рейна. Несколько человек были бенефицариями, то есть освобожденными наместником или офицером от своих обычных обязанностей и привлеченных к решению задач административного характера. Их отправляли в различные области Нижней Германии. Известно, что один бенефицарий посетил кананефатов, которые жили неподалёку от устья Рейна в Ворбурге.
Отряды из I легиона Минервы работали на каменных карьерах. Другие солдаты построили печь для обжига извести в горах Айфель. Примечательно, что легионеры I Минервина были в основном задействованы как рабочая сила, в то время как их товарищи из XXX Победоносного Ульпиева чаще встречаются при решении административных задач. Здесь можно увидеть некое подобие разделения труда, тем более, что печи для обжига обнаружены рядом с Бонной, хотя с другой стороны кажется, что такое разделение могло быть случайным. Легион также имел венаторов, чья обязанность заключалась в ловле животных для игр в амфитеатрах. Центурион Квинт Тарквитий Реститут похвастался в своей надписи, что захватил 50 медведей за полгода.
Иногда подразделения легиона отправлялись в другие провинции. Возможно, они служили в Британии и, видимо, Мавретании. I легион Минервы, укрепленный частями XXX Победоносного Ульпиева, под руководством Марка Клавдия Фронтона принимал участие в парфянском походе Луция Вера. Одна надпись гласит, что легион воевал в области Кавказа и в Албании в районе Каспийского моря. В 173 году подразделение сражалось с хавками в ходе кампании, начатой против них наместником Белгики Дидием Юлианом. Кроме того, I легион Минервы участвовал в Маркоманской войне Марка Аврелия. При Коммоде он мог быть привлечен к военным действиям в районе Керкена на нижнем Рейне.

### Эпоха династии Северов и солдатских императоров

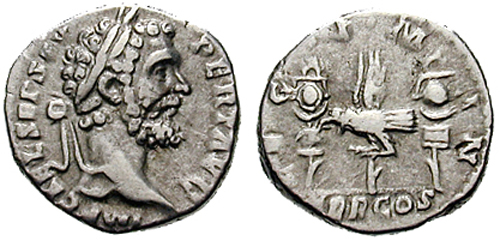
Денарий Септимия Севера с упоминанием I легиона Минервы

В 193 году I легион Минервы встал на сторону Септимия Севера в борьбе против Клодия Альбина и Песценния Нигера. Около 196 года подразделение получило почетное прозвище «Антонинов» (лат. Antoniniana). В 197 году вексилляции XXX Победоносного Ульпиева, I Минервина, VIII Августова и XXII Первородного дислоцировались в Лугдуне. В 197/198 году под руководством препозита Клавдия Галла они приняли участие в парфянской кампании Септимия Севера.

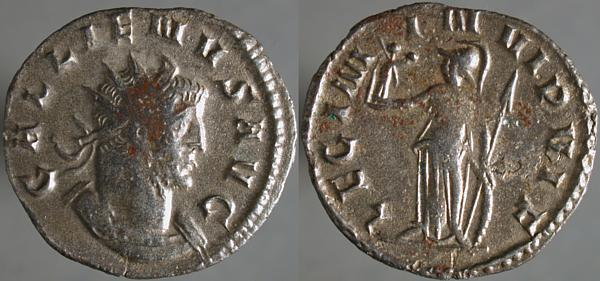
Антониниан Галлиена с упоминанием I легиона Минервы

Гай Юлий Септимий Кастин в 207/208 году возглавил вексилляции четырёх вышеупомянутых легиона в борьбе против «бунтовщиков» и «мятежников» в Галлии и Испании. После убийства Гелиогабала легион был лишён почётного прозвища «Антонинов». В эпоху правления Александра Севера он был награждён почётными прозвищами «Северов», «Антонинов», «Преданный и верный», за то, что в 231 году под руководством своего легата Тиция Руфина одержал победу над союзом германских племен на правом берегу Рейна. В честь этого на поле битвы был возведён алтарь. Вполне возможно, что это был один из тех германских набегов, которые постоянно нарушали спокойствие рейнской границы в III веке.
По всей видимости, легион поддержал Максимина Фракийца при его восхождении на престол, за что и получил почётное прозвище «Максиминов». После убийства Максимина в 238 году подразделение лишилось этого прозвища. При Гордиане III легион получил почётное прозвище «Гордианов» (лат. Gordiana). На монетах Галлиена он упоминается со своим прозвищем «Преданный и верный». Около 260 года вексилляция легиона дислоцировалась в Сирмии. По всей видимости, легион был лоялен Галльской империи.

### Поздняя Античность

Эмблем легиона Минервиев

Вексилляция I легиона Минервы была, вероятно, задействована в кампании Максимиана против багаудов и британского узурпатора Караузия в 285—290 годах. На монетах Караузия встречаются упоминания легиона. К 295 году легион получил статус лимитана, что подтверждается надписями из Бонны. Изображения на триумфальной арке Константина показывают, что Константин I Великий перевел часть легиона в ранг комитата. По всей видимости, это было подразделение Минервиев, упоминаемое позднее в составе армии Восточной империи. В 353 году Бонна была разрушена франками и после этого о частях I легиона Минервы, стоявших в Германии, нет никаких сведений. Тем не менее нет сообщений и о расформировании легиона. Возможно, его следует идентифицировать с легионом приманов, упоминаемых Аммианом Марцеллином и сражавшихся в битве при Аргенторате. Император Юлиан II отвоевал Бонну обратно и, возможно, восстановил лагерь. Однако неизвестно, какие воинские части были там размещены.
Согласно Notitia Dignitatum, около 400 года легион Минервиев находился под руководством военного магистра Иллирика.